# سماحة الظل
سماحة الظل (بالإنجليزية: The Eminence in Shadow) هي رواية خفيفة يابانية نشرت في مايو 2018 ثم تحولت لمانغا نشرت في ديسمبر 2018 واقتبس إلى مسلسل أنمي من إنتاج استوديو نيكزس عرض في سنة 2022. وجدد لموسم ثالث في سنة 2023 ويجري إنتاج فيلم حاليا.